# Carlos Fariñas
Carlos Fariñas Cantero (ur. 28 listopada 1934 w Cienfuegos, zm. 14 lipca 2002 w Hawanie) – kubański kompozytor.

## Życiorys
Studiował w konserwatorium w Hawanie u José Ardévola i Harolda Gramatgesa. W 1956 roku uczestniczył w letnim kursie w Berkshire Music Center w Tanglewood u Aarona Coplanda (kompozycja) i Eleazara de Carvalho (dyrygentura). W latach 1961–1963 był uczniem Aleksandra Pirumowa w Konserwatorium Moskiewskim. Od 1963 do 1967 roku wykładał w Conservatorio Alejandro García Caturla w Hawanie, następnie w latach 1967–1977 był dyrektorem działu muzycznego Biblioteca Nacional de Cuba. W latach 1975–1977 przebywał w Berlinie jako stypendysta Deutscher Akademischer Austauschdienst.
Był przedstawicielem awangardy muzycznej na Kubie, interesował się nowymi technikami kompozytorskimi. Inspirację czerpał z rdzennej muzyki afro-kubańskiej, którą łączył z muzyką elektroniczną i dźwiękiem przetworzonym komputerowo. W 1978 roku został wykładowcą Instituto Superior de Arte de Cuba w Hawanie, gdzie w 1989 roku powołał do życia Estudio de Música Electroacustica y por Computadoras.

## Wybrane kompozycje
(na podstawie materiałów źródłowych)

### Utwory orkiestrowe
- Música na smyczki (1957)
- Oda a Camilo (1966)
- Relieves na 5 grup orkiestrowych (1969)
- Muros, rejas y vitrales na różne obiekty dźwiękowe (1971)
- El bosque ha echado a andar (1976)
- Punto y tonadas na smyczki (1981)
- Nocturno de enero (1989)
- En tres partes na lutnię kubańską i smyczki (1990)

### Utwory kameralne
- Pregón y variaciones na flet i kwartet smyczkowy (1955)
- Sonata na skrzypce i wiolonczelę (1961)
- Kwartet smyczkowy (1963)
- Tiento I na klarnet, gitarę, fortepian i perkusję (1966)
- Tiento II na 2 fortepiany i perkusję (1969)
- In rerum natura na klarnet, skrzypce, wiolonczelę i harfę (1972)
- Tatomaitee na kwartet smyczkowy i perkusję (1972)
- Koncert na skrzypce i 2 perkusje (1976)
- Impronta na fortepian, 4 perkusje i taśmę (1985)

### Utwory fortepianowe
- 6 preludiów (1953–1964)
- 6 Sones sencillos (1956–1964)
- Atanos (1972)
- Alta gracia (1984)
- Sonero (1992)
- Conjuro: John Cage in memoriam (1993)

### Opera
- Escenas (1940)

### Balety
- Despertar (1960)
- Yagruma (1975)